# Багряна Галина Елеазарівна
Галина Елеазарівна Багряна (уроджена Тригуб) (21 лютого 1921, Здолбунів, Рівненська область — 1 серпня 2004) — українська громадська діячка. Дружина Голови УНРади письменника Івана Багряного.

## Життєпис
Народилася Галина Елеазарівна 21 лютого 1921 року в містечку Здолбунів Рівненської області. Наприкінці німецько-радянської війни опинилася на чужині, а 1947 року вийшла заміж за українського письменника Івана Багряного. Усе життя допомагала чоловікові, це їй адресовані рядки на титулі роману «Людина біжить над прірвою»: «Моїй любій дружині Галині Багряній, уродженій Тригуб, — єдиній моїй опорі в цій страшній людській пустелі присвячую й навіки цю книгу дарую».
Після смерті чоловіка відразу пішла працювати в дитячий будинок. Там перебували діти тих німців, предки яких ще за часи царизму опинилися на території Росії. У них усіх були німецькі прізвища Мюллер, Маєр, але німецької мови вони не знали. 
Пенсія за віком у Галини Елеазарівни була мізерна — оскільки мала невеликий стаж роботи.
Галина Елеазарівна зберегла творчу спадщину Івана Багряного, а коли Україна виборола державну незалежність, передала цю спадщину на Батьківщину.
Померла Галина Елеазарівна 1 серпня 2004 року, похована у місті Новий Ульм (Німеччина) на цвинтарі, при вулиці Ройттір (Neu-Ulmer Friedhof, an der Reuttier Str.), поруч із чоловіком Іваном Багряним..

## Сім'я
- Чоловік — Іван Багряний (1906–1963), Заступник Президента УНР в екзилі, політичний діяч і письменник.
- У пари народилося двоє дітей — син Нестор і донька Роксолана.